# パーフェクト・トラップ
『パーフェクト・トラップ』（The Collection）は、2012年のアメリカ合衆国のホラー映画で、2009年の映画『ワナオトコ』の続編。監督はマーカス・ダンスタン、出演はジョシュ・スチュワートやエマ・フィッツパトリックやクリストファー・マクドナルドなど。『ソウ』シリーズの脚本家コンビであるパトリック・メルトンとマーカス・ダンスタンによるソリッド・シチュエーション・スリラー。

## キャスト
※括弧内は日本語吹替声優。
- アーキン: ジョシュ・スチュワート（桐本琢也）
- エレナ: エマ・フィッツパトリック（石田嘉代）
  - エレナ（9歳）: コートニー・カミングス
- ピータース: クリストファー・マクドナルド（山田浩貴）
- ルチェロ: リー・ターゲセン（高橋英則）
- ウォーリー: アンドレ・ロヨ
- ドレ: ティム・グリフィン（高坂宙）
- パス: シャノン・ケイン
- リン: ブランドン・モラレ
- アビー: エリン・ウェイ（田村マミ）
- ミッシー: ヨハンナ・ブラディ
- ジョシュ: マイケル・ナルデリ
- ブライアン: ウィリアム・ペルツ
- リサ: ナヴィ・ラワット
- コレクター: ランドール・アーチャー
- バシ: ダニエル・シャーマン